# Alofantrina
La  alofantrina  è un composto appartenente alla classe dei metanoli fenantrenici. È il nome del principio attivo di indicazione specifica contro la malaria. È un farmaco che ha attività come schizonticida ematico ad azione rapida.

## Storia
Il bisogno di medicinali antimalarici crebbe durante la seconda guerra mondiale, negli anni sessanta il Walter Reed Army Institute of Research continuando il lavoro di ricerca scoprì il WR171669 oggi chiamato Alofantrina.

## Indicazioni
È utilizzato come medicinale per il trattamento antimalarico nell'uomo. Il composto racemico risulta attivo esclusivamente sullo stadio eritrocitario asessuato delle specie di Plasmodium. Non presenta alcuna azione sulle forme tissutali latenti di P.vivax né sui gametocidi.

## Controindicazioni
Sconsigliata in gravidanza e in pazienti con ipersensibilità nota al farmaco. L'assunzione di cibi grassi può aumentare l'assorbimento del farmaco, portando ad una tossicità che provoca aritmie cardiache risultando talvolta fatali per l'uomo. Alofantrina levogira è meno cardiotossica rispetto al suo enantiomero destrogiro.

## Dosaggi
- Adulti, 500 mg PO ogni 6 ore per 3 giorni, possibilmante a stomaco vuoto,  (da ripetere dopo 1 settimana, non prima).
- Bambini, 8 mg/kg.

## Farmacodinamica
L'Alofantrina ha un'azione attiva nello stadio eritrocitario del Plasmodium. Sembra che l'Alofantrina agisca analogamente a Chinino, Clorochina e Meflochina concentrandosi nel parassita e formando complessi tossici con l'eme, che determinano poi danneggiamento delle membrane.

## Effetti indesiderati
Alcuni degli effetti indesiderati sono vomito, nausea, ipotensione, dolore addominale.